# Constantino VII Porfirogênito
Constantino VII Porfirogênito (português brasileiro) ou Constantino VII Porfirogénito (português europeu) ("o Nascido na Púrpura"; 905 — 9 de novembro de 959) foi um imperador bizantino da dinastia macedônica, reinou de 913 a 959.

## Relações familiares
Foi filho de Leão VI, o Sábio (866 – 912), o Sábio ou o Filósofo, imperador bizantino de 19 de setembro de 886 a 912 e de Zoé Zautsina (870 — ?). Foi casado com Helena Lecapena de quem teve:
- Leão, que morreu jovem;
- Romano II, futuro imperador;[1]
- Teodora, que se casou com o imperador João I Tzimisces;[1]
- Zoé, Ágata, Teófana e Ana, todas enviadas para um convento.